# Valeri Didenko
Pour les articles homonymes, voir Didenko.
Valeri Antonovitch Didenko (en russe : Валерий Антонович Диденко), né le 4 mars 1946, est un kayakiste soviétique.
Il a remporté la médaille d'or de l'épreuve de kayak quatre places (K-4) 1000 m aux Jeux olympiques d'été de 1972 à Munich.
Il a également remporté les championnats du monde de cette épreuve en 1970 et 1971 et s'est classé second en 1973. Il a gagné le championnat d'Europe en 1967 et huit championnats d'URSS.
Il a été fait Maître émérite du sport de l'URSS en 1970.